# Dhanashree Deshpande - Ganatra
Pour les articles homonymes, voir Deshpande.
 (juillet 2022).
Dhanashree Deshpande - Ganatra (née le 2 février 1970 à Khopoli, Maharashtra) est une musicienne indienne. Elle est surtout connue pour son émission de variétés musicales You, Me and Chai, qui est jouée en direct dans tout le Maharashtra depuis 2013. Elle est également connue pour son livre de poésie dévotionnelle Dhanu Dnyaniyachi (2016). Elle a composé la musique des films Tikli and Laxmi Bomb (2017) et Bayko Deta Ki Bayko (2020),. Elle a également produit des chansons pour les chanteurs Arya Ambekar et Aditya Mahajan,, et a chanté sur un album avec Rahul Deshpande.